# Можга (станція)
Можга - залізнична станція Іжевського відділення Горьківської залізниці. Розташована в місті Можга Удмуртської Республіки.
На станції здійснюється продаж квитків на всі пасажирські поїзди, а також прийом та видача багажу .

## Історія
Станція була відкрита в 1919 році у складі залізниці Казань - Єкатеринбург.
Будівництво станції почалося в 1916 році поблизу селища Сюгинського склозаводу, внаслідок чого станція отримала свою першу назву Сюгінська. Далі з квітня 1924 року по обидва боки залізничних колій станції Сюгинської стало заново відбудовуватися після пожежі новий центр Можгинського повіту — Червоне селище, яке в 1926 році було перетворено на місто, а потім уже отримало свою сучасну назву місто Можга. Незважаючи на це, станція Сюгинська була перейменована на станцію Можга лише після закінчення Великої Вітчизняної війни .
В 1984 шляхи станції були електрифіковані змінним струмом у складі ділянки Агриз - Шемордан .
В даний час триває будівництво нового вокзалу станції до 2021 року. При цьому нова будівля розташовуватиметься з протилежного боку від діючого, щоб поєднати його з міським автовокзалом .

## Дальнє прямування станцією
Станом на січень 2022 року через станцію курсують такі поїзди далекого прямування:

### Цілорічний рух поїздів
| № поїзда                 | Маршрут руху                | № поїзда                 | Маршрут руху                |
| ------------------------ | --------------------------- | ------------------------ | --------------------------- |
| 25 «Двоповерховий склад» | Іжевськ - Москва            | 26 «Двоповерховий склад» | Москва - Іжевськ            |
| 51                       | Іжевськ - Нижній Новгород   | 52                       | Нижній Новгород - Іжевськ   |
| 75                       | Нерюнгрі - Москва           | 76                       | Москва - Нерюнгрі           |
| 81                       | Улан-Уде - Москва           | 82                       | Москва - Улан-Уде           |
| 89                       | Петропавловськ - Москва     | 90                       | Москва - Петропавловськ     |
| 95                       | Барнаул - Москва            | 96                       | Москва - Барнаул            |
| 107                      | Нижньовартівськ - Волгоград | 108                      | Волгоград — Нижньовартівськ |
| 111                      | Кругле Поле - Москва        | 112                      | Москва - Кругле Поле        |
| 117                      | Новокузнецьк - Москва       | 118                      | Москва - Новокузнецьк       |
| 135                      | Барнаул - Москва            | 136                      | Москва - Барнаул            |
| 325                      | Перм - Новоросійськ         | 326                      | Новоросійськ - Перм         |
| 335                      | Єкатеринбург - Новоросійськ | 336                      | Новоросійськ - Єкатеринбург |
| 377                      | Новий Уренгой - Казань.     | 378                      | Казань - Новий Уренгой      |
| 397                      | Кіров - Казань              | 398                      | Казань - Кіров              |
| 445                      | -                           | 446                      | Кисловодськ - Єкатеринбург  |

### Сезонний рух поїздів
| № поїзда | Маршрут руху                        | № поїзда | Маршрут руху                        |
| -------- | ----------------------------------- | -------- | ----------------------------------- |
| 233      | Єкатеринбург - Імеретинський курорт | 234      | Імеретинський курорт - Єкатеринбург |
| 497      | Іжевськ - Адлер                     | 498      | Адлер - Іжевськ                     |
| 507      | Іжевськ - Новоросійськ              | 508      | Новоросійськ - Іжевськ              |
| 521      | Приобье - Новоросійськ              | 522      | Новоросійськ - Приоб'є              |

## Приміське прямування станцією
Приміські перевезення зі станції Можга здійснює ППК «Співдружність».
Станом на 2013 рік приміські поїзди з Можги прямують за двома напрямками: на Іжевськ та на Казань.